# شارد هوستون
شارد هوستون (انگلیسی: Charde Houston؛ زادهٔ ۱۰ آوریل ۱۹۸۶) بازیکن بسکتبال اهل ایالات متحده آمریکا است.
وی در مسابقات کشوری و بین‌المللی در مجموع برندهٔ ۲ مدال طلا شده‌است.